# 馬什鎮區 (北達科他州巴恩斯縣)
馬什鎮區（英語：Marsh Township）是位於美國北達科他州巴恩斯縣的一個鎮區。

## 地方資料
馬什鎮區的面積為93.15平方千米，當中陸地面積為93.00平方千米，而水域面積為0.14平方千米。根據2010年美國人口普查的數據，當地共有人口283人，而人口密度為每平方千米3.04人。